# Andrés Neumann
Pour les articles homonymes, voir Neumann.
Ne pas confondre avec Andrés Neuman, écrivain argentin et espagnol.
Andrés Neumann, né à Cochabamba, le 22 juin 1943, est un professionnel du spectacle et de la culture, installé en Italie. Il est né en Bolivie dans une famille d’Europe centrale de langue allemande, alors que l’Europe brûlait sous les feux de la Seconde Guerre mondiale.

## Biographie
Andres Neumann apparitent à une époque culturelle pendant laquelle les plus grands artistes du théâtre et du spectacle vivant ont travaillé et ont produit des uvres telles que : la coproduction du Mahabharata de Peter Brook, trois productions du Tanztheater de Pina Bausch, la tournée internationale de La Classe morte de Tadeusz Kantor.
Très tôt, il a manifesté intérêt pour les disciplines humanistes et en particulier pour le monde du spectacle, notamment grâce à la présence active de l’Alliance française à Montevideo, en Uruguay. Il débute, à un peu plus de vingt ans, dans le milieu théâtral de Montevideo. En 1972, son expérience française prend un nouveau tour à Nancy, où Jack Lang a inventé le Festival mondial du théâtre, invitant Tadeusz Kantor, Robert Wilson, Pina Bausch, Dario Fo, parmi beaucoup d’autres liés au théâtre universitaire.
Andres Neumann arrive à Nancy avec une bourse d'études, comme artiste dissident, alors qu'une dictature s’installe en Uruguay. Il rentre dans l’équipe de Jack Lang, personnalité qui a marqué de son empreinte l’histoire culturelle française et internationale.

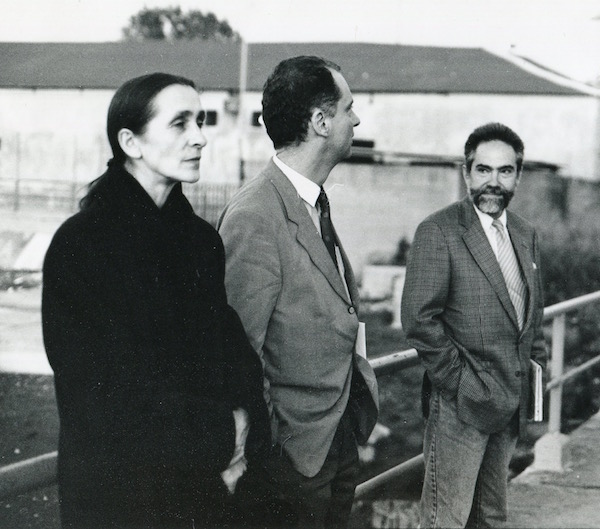
Andres Neumann avec Pina Bausch et Matthias Schmiegelt (1985).

En 1974 il s’installe en Italie, à Florence, comme « ambassadeur » de Nancy pour découvrir et indiquer le meilleur de ce que l’Italie produit en champ théâtral. Pendant trois ans, il anime une saison auprès du théatre Rondò di Bacco, au Palazzo Pitti, lieux que devient central pour la recherche théâtrale en Italie. Il s’agit de l’invention d’une saison alternative, de recherche, fait de spectacles italiens et internationaux. Avec le maître polonais Tadeusz Kantor, un projet de résidence avec la compagnie du Cricot2 donne lieu, en 1976, a la création du spectacle Wielopole Wielopole.
Pendant vingt ans, Andres Neumann continue son activité d’organisateur de spectacles, notamment avec Pina Bausch et la création de Palermo, Palermo, réalisée dans la capitale sicilienne en 1990, le Mahabharata de Peter Brook, qui devait se faire à Rome mais se fera à Prato, en 1985, la collaboration avec l’Estate romana de Renato Nicolini, Vittorio Gassman en tournée mondiale, le théâtre politique de Dario Fo et Franca Rame aux États-Unis.
Andres Neumann entreprend un parcours non seulement professionnel, mais humain et artistique dont témoigne l’archive professionnelle donnée au Funaro, centre culturel de Pistoia.
En 1986, le gouvernement français lui confère le titre de Chevalier de l’ordre des Arts et des Lettres, et en 2014, au nom de la ministre de la Culture et de la Communication, il est nommé Officier dans l’Ordre des Arts et des Lettres pour sa « contribution aux rayonnements des Arts » en Italie, en France et dans le monde.

## Décorations
Chevalier dans l'Ordre des Arts et des Lettres (1986)
 Officier dans l'Ordre des Arts et des Lettres (2014)